# این ملک محکوم است
این ملک محکوم است (به انگلیسی: This Property Is Condemned) یک فیلم درام آمریکایی محصول سال ۱۹۶۶ به کارگردانی سیدنی پولاک و با بازی ناتالی وود، رابرت ردفورد، کیت رید، چارلز برانسون، رابرت بلیک و مری بدهام است. فیلمنامه این اثر با الهام از نمایشنامه‌ای با همین نام اثر تنسی ویلیامز (نوشته شده در سال ۱۹۴۶)، توسط فرانسیس فورد کوپولا، فرد کو و ادیت سامر نوشته شده‌است. این فیلم توسط پارامونت پیکچرز منتشر شد.